# Pyongyang Racer
Pyongyang Racer ist ein Browserspiel aus Nordkorea. Es ist als Werbespiel für ein Touristikunternehmen entwickelt worden, das Reisen nach Nordkorea organisiert.
Da es auf Adobe Flash basiert, ist es seit 2021 nicht mehr offiziell spielbar.

## Spielprinzip
Gespielt wird mittels Tastatur, die Steuerung wird beim Ladevorgang veranschaulicht. Der Spieler fährt mit einem Auto durch die nordkoreanische Hauptstadt Pjöngjang und passiert dabei allerhand Sehenswürdigkeiten der Stadt, wie z. B. den Triumphbogen. Das Ziel liegt darin, die Strecke schnellstmöglich und unfallfrei abzufahren, um sich in den weltweiten Highscore eintragen zu können.

### Spielelemente
Damit der Kraftstoff nicht zuneige geht, müssen Fässer eingesammelt werden. Andere Fahrzeuge dürfen nicht gerammt werden, ebenso sollte man vermeiden, von der Straße abzukommen. Der Spieler darf drei Fehler begehen, bei mehr als drei Fehlern ist das Spiel vorzeitig beendet. Bei jedem Verstoß wird eine Verkehrspolizistin eingeblendet, welche den Spieler verwarnt.
Der Spieler passiert elf Sehenswürdigkeiten der Stadt. Zu jeder dieser Sehenswürdigkeiten kann unterwegs eine Briefmarke eingesammelt werden. Auf den Briefmarken ist das Monument der Gedenkstätte für den Vaterländischen Befreiungskampf abgebildet. Im Einzelnen werden folgende Stationen abgefahren:
1. Eissporthalle Pjöngjang
2. Hallenstadion Pjöngjang
3. Pothong-Tor
4. Ryugyŏng Hot’el
5. Gedenkstätte für den Vaterländischen Befreiungskampf
6. Zirkus der Volksarmee
7. Triumphbogen
8. Ch’ŏllima-Statue
9. Monument der Chuch’e-Ideologie
10. Koryo Hotel
11. Große Studienhalle des Volkes

## Entwicklung
Das Spiel wurde 2012 von Studenten der Technischen Universität Kim Ch’aek in Zusammenarbeit mit Nosotek und Koryo Tours entwickelt.

## Rezeption
Die Rezeption von Pyongyang Racer fiel negativ aus. So kritisierte Nadja Sayej in der Vice die spärlich besiedelte Landschaft sowie das Gameplay, welches auf "lange Zeit in einer geraden Linie fahren" hinauslaufe. Jason Torchinsky bezeichnete auf Jalopnik das Spiel als eine ungewollte Parodie auf das Autofahren in Pjöngjang, nämlich als "langsam, stinklangweilig, leer, unglaublich eingeschränkt und technologisch mindestens ein Jahrzehnt hinterher".